# 北京朝天輪
北京朝天輪位於中國北京朝阳公园東北部區，佔地面積約為2萬平方米，建成後將會是全球最高的巨型觀景摩天輪。但该项目因信贷问题被接管，并未建成。
北京朝天輪將高達208米、直徑193米，在規模和轎廂設計上，於同類建築中都堪稱全球之最，建成後將成為北京又一標誌性的觀景旅游建築。如果天氣條件良好，觀景艙的乘客甚至可以在北京北部的崇山中發現長城。項目總投資額原定約9900萬美元，並於2007年11月5日正式動土興建。

## 設計
整座摩天輪由曾設計英國「倫敦眼」的荷蘭艾維公司設計，而朝天輪則採用「A」型支架，除了保証結構外觀的美感之外，也將支架結構對乘客視野的阻礙減至最小，並附之體外穩定索保證結構穩定。採用非傳統的吊籃式轎廂，並固定於輪緣上，讓乘客感到平穩、安全、舒適。
朝天輪將有48個配置空調的觀景艙，每個觀景艙可以容納40名乘客，一次最多可同時搭载載1920人；而朝天輪運轉一周的時間大約需要30分鐘，晴天時的遠望距離可達幾十公里。與傳統摩天輪不同的是，朝天輪在每個轎廂內均建成了無障礙登下艙系統等人性化設施，即使是乘坐輪椅的殘疾人或者老年人，也可以安全地進入轎廂。